# HD 147506
HD 147506是一個位在武仙座的恆星，距離地球440光年，目前發現一個叫HAT-P-2b的行星環繞著它。